# Kantō
Kantō (関東地方?, Kantō-chihō) è una delle otto regioni del Giappone, situata nella zona centro-orientale dell'isola principale del Paese, Honshū. Questa regione comprende Tokyo e le sei prefetture intorno: Gunma(群馬), Tochigi, Ibaraki, Saitama, Chiba e Kanagawa. I suoi confini sono approssimativamente gli stessi di quelli della pianura del Kantō. Comunque la pianura ne costituisce solo leggermente poco più del 40%, per il resto consiste delle colline e montagne che si trovano ai suoi confini, eccetto che lungo le coste.
Il Kantō, cuore del potere feudale durante il periodo Kamakura e ancora durante il periodo Edo, divenne il centro dello sviluppo moderno. All'interno della Grande Area di Tokyo e specialmente nell'area metropolitana di Tokyo-Yokohama il Kantō ospita non solo le sedi del governo giapponese, ma anche il più grande gruppo di istituzioni culturali e universitarie, la maggior popolazione ed una grande zona industriale. Sebbene la maggior parte della pianura sia usata a scopo residenziale, commerciale o industriale, è ancora coltivata. Il principale raccolto è il riso, sebbene le zone intorno a Tokyo e a Yokohama vengano usate per la produzione di verdure per il mercato metropolitano.
Nel periodo in cui il Giappone si stava riprendendo dalla recessione economica successiva alla prima guerra mondiale, il grande terremoto del Kantō del 1923 causò più di 100.000 morti e devastò le aree di Tokyo e di Yokohama.
La regione del Kantō è la zona più altamente sviluppata, urbanizzata e industrializzata del Giappone. Tokyo e Yokohama formano un singolo complesso industriale con una concentrazione di industrie leggere e pesanti lungo la baia di Tokyo. Più lontano dalla costa, città minori ospitano un'industria leggera di dimensioni sostanziali. La densità media della popolazione raggiunse le 1 191 persone per km² nel 1991.
L'operazione Coronet, la proposta invasione alleata del Giappone durante la seconda guerra mondiale prevedeva di sbarcare nella pianura del Kantō. La maggior parte delle basi militari degli Stati Uniti d'America sull'isola di Honshu sono situate lungo la pianura, queste includono l'impianto aeroportuale di Atsugi, la base aerea di Yokota, la base navale di Yokosuka e campo Zama.
Letteralmente il nome "Kantō" significa "a oriente della barriera". Al giorno d'oggi "Kantō" viene usato per indicare la regione a oriente della barriera di Hakone (関所?).

## Suddivisione

### Prefetture
- Ibaraki
- Tochigi
- Gunma
- Saitama
- Chiba
- Tokyo
- Kanagawa

## Nella cultura di massa
Nella regione del Kantō sono ambientate le vicende di alcuni anime e manga, tra cui Death Note, Initial D, Ikki Tōsen, Demi Eater, Si alza il vento di Hayao Miyazaki, Erased e Eyeshield 21. Inoltre è stata spunto per l'omonima regione presente nei videogiochi della serie Pokémon.